# 長瀨智也
長瀨智也（日语：／ Nagase Tomoya，1978年11月7日—），日本偶像、男演員，神奈川縣出身。為傑尼斯事務所旗下樂團型態的偶像團體TOKIO中擔任主唱。2020年7月宣布於2021年3月退出傑尼斯。

## 簡歷
長瀨於1990年進入傑尼斯事務所，1994年9月21日以TOKIO團員的身份正式出道。2020年7月22日官方宣告長瀨即將退社，與TOKIO活動至2021年3月為止。
長瀨於1993年首度演出電視連續劇，1996年起主演的電視劇《白線流》系列為其代表作之一，歷年主演包括《女婿大人》、《池袋西口公園》、《My☆Boss My☆Hero》等連續劇都有不錯的成績，也曾以《女婿大人》劇中主角「櫻庭裕一郎」的身份發行過2張個人單曲。2002年，長瀨憑著首部電影《絕命七十二小時》（ソウル）榮獲第15屆《石原裕次郎新人獎》。

## 演出

### 連續劇
- 1993 雙胞胎教師（ツインズ教師）朝日電視台
- 1994 再見了螞蟻（アリよさらば）TBS電視台
- 1994 任性的老師（先生はワガママ）朝日電視台
- 1994 最喜歡爸爸了（好きやねん父ちゃん!）TBS電視台
- 1995 愛與野心的獨眼龍---伊達政宗（愛と野望の獨眼竜 伊達政宗）TBS電視台
- 1995 白雪情緣（最高の片想い）富士電視台
- 1995 私奔計畫（カケオチのススメ）朝日電視台
- 1995 戀人啊（戀人よ）富士電視台
- 1996 親愛的女人
- 1996 白線流（白線流し）富士電視台
- 1996 Dear Woman（Dear ウーマン）TBS電視台
- 1997 長不齊的蘋果們４（ふぞろいの林檎たちⅣ）TBS電視台
- 1997 超能偵查員（DxD）日本電視台
- 1998 成人禮（Days）富士電視台
- 1998 愛與情慾（ラブとエロス）TBS電視台
- 1999 惡靈貞子（リング～最終章～）富士電視台
- 1999 砂上的戀人們（砂の上の戀人たち）富士電視台
- 2000 池袋西口公園（池袋ウエストゲートパーク）TBS電視台
- 2001 女婿大人（ムコ殿）富士電視台
- 2001 半個醫生（ハンドク!!!）TBS電視台
- 2002 BIG MONEY（ビッグマネー!～浮世の沙汰は株しだい～）富士電視台
- 2002 年輕爸爸（やんパパ）TBS電視台
- 2003 女婿大人2003（ムコ殿2003）富士電視台
- 2004 她已不在人世（彼女が死んじゃった。）日本電視台
- 2005 虎與龍（タイガー&ドラゴン）TBS電視台
- 2006 My Boss, My Hero（マイ★ボス マイ★ヒーロー）日本電視台
- 2007 歌姫 TBS電視台
- 2009 華麗間諜 （華麗なるスパイ）日本電視台
- 2010 自戀刑警 （うぬぼれ刑事）TBS電視台
- 2013 小原不哭 （泣くな、はらちゃん）日本電視台
- 2013 黑河內 （クロコーチ）TBS電視台
- 2016 FRAGILE （フラジャイル）富士電視台
- 2017 對不起，我愛你 （ごめん､愛してる）TBS電視台
- 2021 我家的故事 （俺の家の話）TBS電視台

### 特別篇
- 1995 甦醒吧，孩子（息子よ蘇れ!）富士電視台
- 1995 最喜歡爸爸了２（好きやねん父ちゃん!2）TBS電視台
- 1995 最喜歡爸爸了３（好きやねん父ちゃん!3）TBS電視台
- 1996 戀物語（戀物語 せつない夜は逢いたくて～その人の匂い）TBS電視台
- 1997 阪本龍馬（竜馬がゆく）TBS電視台
- 1997 Dear Woman特別篇（Dear ウーマンスペシャル）TBS電視台
- 1997 白線流---十九歲的春天（白線流し－19の春－）富士電視台
- 1999 白線流---二十歲的風（白線流し－二十歳の風－）富士電視台
- 2000 三億元事件（3億円事件 20世紀最後の謎）富士電視台
- 2001 白線流---啟程的詩（白線流し－旅立ちの詩－）富士電視台
- 2003 白線流---二十五歲（白線流し－二十五歳）富士電視台
- 2003 池袋西口公園特別篇（池袋ウエストゲートパークスペシャル）TBS電視台
- 2003 兩個人---我們選擇的路（ふたり～私たちが選んだ道～）日本電視台
- 2004 弟（弟）朝日電視台
- 2005 虎與龍---三枚起請之回（タイガー&ドラゴン  三枚起請）TBS電視台
- 2005 明智小五郎與金田一耕助（明智小五郎VS金田一耕助）朝日電視台
- 2005 白線流---舊事如夢（白線流し－夢見る頃を過ぎても）富士電視台
- 2010 美穗的小酒窩（みぽりんのえくぼ）24小時電視33 日本電視台

### 電影
- 2002 （ソウル）- 主演・早瀬祐太郎 役
- 2005 午夜駭喀浪人（真夜中の彌次さん喜多さん）- 主演・栃面屋弥次郎兵衛 役
- 2009 天堂之門 （ヘブンズ‧ドア） - 主演・青山勝人 役
- 2016 地獄哪有那麼HIGH - 主演・殺手K（キラーK） 役
- 2018 飛上天空的輪胎 (空飛ぶタイヤ) - 主演・赤松徳郎 役

### 動畫電影
- 2007 異邦人 無皇刃譚 - 主演・名無し 役

### 舞台劇
- 1992 PLAYZONE－SHOW劇 "MASK～少年隊篇 "接替小島啟
- 1993 公主的緞帶（姫ちゃんのリボン）
- 1996 只要藍天仍在（青空のある限り）

### 音樂
在TOKIO名義之外發行的音樂作品包括------

1.【以Tomoya with 3T 的名義】（SONY）
- 1997 單曲『ETERNAL FLAME 』

2.【以櫻庭裕一郎（桜庭裕一郎）的名義】（Universal）
- 2001 單曲『メッセージ／ひとりぼっちのハブラシ』（Message／一個人的牙刷），與TOKIO合作的雙A面單曲
- 2003 單曲『お前やないとあかんねん』（不能沒有你） 　

3.【以彌次與喜多（Yaji x Kita）的名義】（J-Storm）
- 2005『東海道で行こう』  收錄在『真夜中の彌次さん喜多さん』電影原聲帶中
- 2005『真夜中の彌次さん喜多さん 』　收錄在『真夜中の彌次さん喜多さん』電影原聲帶中

参加作品
- 關西傑尼斯8『ドヤ顔人生』（2014年11月5日）

作詞・作曲・編曲

### 綜藝節目
- TOKIOカケル　富士电视台
- 鐵腕DASH（ザ!鉄腕!DASH!!）　日本電視台
- SportsPartyただいま夢中!
- Toki-Kin（和KinKi Kids一起主持)
- Mentore Training（メントレG的前身）
- 東京小子（メントレG） 富士電視台
- 5LDK　富士电视台

### 廣播
- TOKIOナイトクラブtko.tom（日本放送）

與松岡昌宏輪流主持的30分鐘廣播節目

### 獎項
| 年份   | 名稱                    | 獎項             | 作品            | 結果 |
| ------ | ----------------------- | ---------------- | --------------- | ---- |
| 1998年 | 第16回日劇學院賞        | 男主角獎         | 成人禮          | 提名 |
| 1999年 | 第20回日劇學院賞        | 男配角獎         | 惡靈貞子        | 提名 |
| 2000年 | 第25回日劇學院賞        | 男主角獎         | 池袋西口公園    | 提名 |
| 2001年 | 第29回日劇學院賞        | 男主角獎         | 女婿大人        | 獲獎 |
| 2001年 | 第31回日劇學院賞        | 男主角獎         | 半個醫生        | 提名 |
| 2002年 | 日刊體育電影大賞        | 石原裕次郎新人賞 | 漢城72小時      | 獲獎 |
| 2003年 | 第37回日劇學院賞        | 男主角獎         | 女婿大人2003    | 提名 |
| 2005年 | 第45回日劇學院賞        | 男主角獎         | 虎與龍          | 獲獎 |
| 2006年 | 第50回日劇學院賞        | 男主角獎         | My Boss My Hero | 提名 |
| 2007年 | 第55回日劇學院賞        | 男主角獎         | 歌姬            | 提名 |
| 2007年 | 47th ACC CM FESTIVAL    | 演技獎           | 獲ったどー!     | 獲獎 |
| 2010年 | 第66回日劇學院賞        | 男主角獎         | 刑警自戀狂      | 提名 |
| 2013年 | 第76回日劇學院賞        | 男主角獎         | 不准哭，小原    | 提名 |
| 2013年 | 第79回日劇學院賞        | 男主角獎         | 黑河內          | 提名 |
| 2016年 | 第3回CONFiDENCE日劇大獎 | 男主角獎         | Fragile         | 獲獎 |
| 2021年 | 第107回日劇學院賞       | 男主角獎         | 我家的故事      | 獲獎 |

## 參看
- 傑尼斯事務所
- J-FRIENDS
- TOKIO

## 外部連結
- 長瀨智也的Instagram帳戶
- 長瀨智也在互联网电影资料库（IMDb）上的資料（英文）